# تومازو کاتسانیگا
تومازو کاتسانیگا (ایتالیایی: Tommaso Cazzaniga؛  ‏ تلفظ ایتالیایی: [tomˈmaːzo]؛ ‏ زادهٔ ۱۷ ژانویهٔ ۱۹۹۸) بازیکن فوتبال است.
از باشگاه‌هایی که در آن بازی کرده‌است می‌توان به باشگاه فوتبال مونتسا اشاره کرد.